# استعمار نو

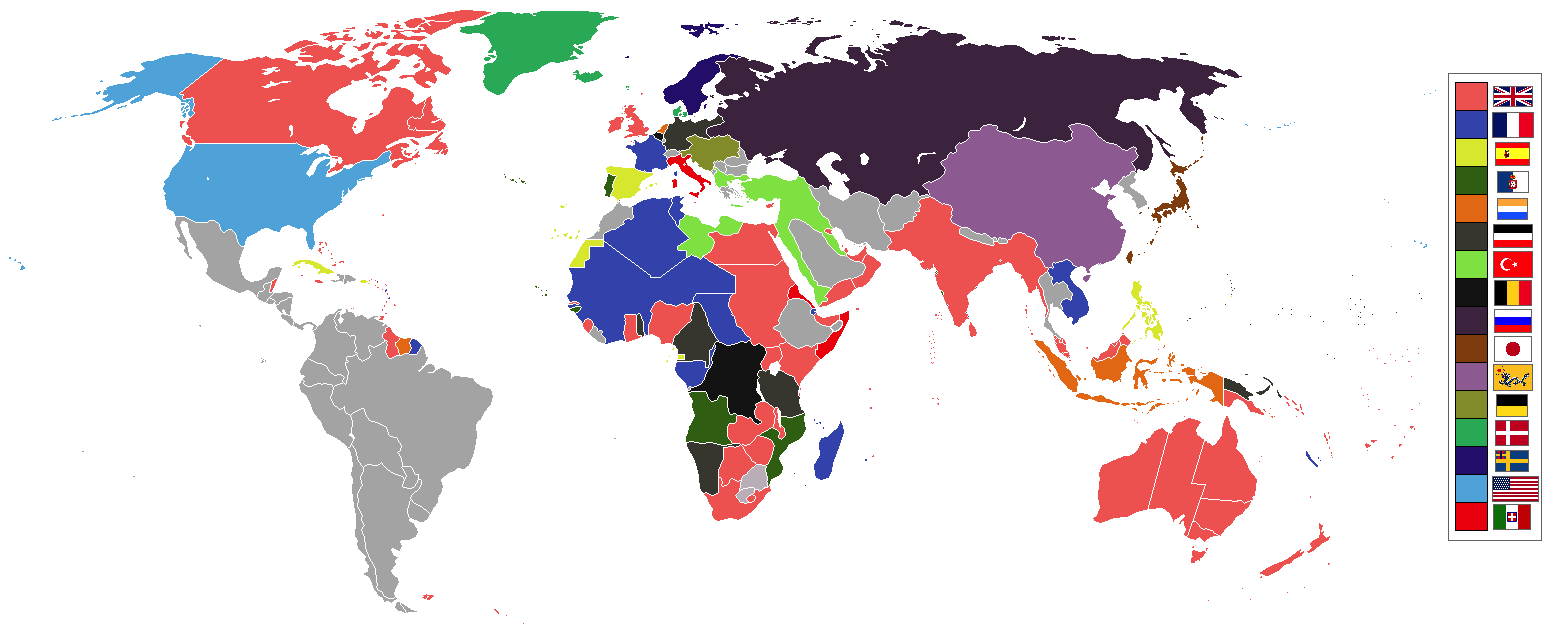
کشور های تحت استعمار نو

استعمار نو (به انگلیسی: Neocolonialism) مفهومی است که به روش‌هایی گفته می‌شود که پس از دوران استعمار کهن، برای تسلط اقتصادی و سیاسی بر کشورها و بهره گرفتن از آن‌ها به‌کار گرفته می‌شود و به نوعی معادل با امپریالیسم است.
همگام با تحولات پس از جنگ جهانی دوم و سلب امکان استعمار کشورها به صورت مستقیم و مستعمره، سیاست‌های جدیدی تحت عنوان استعمار نو به‌کار گرفته شد و شیوه‌های استعمار کلاسیک به کار خود پایان داد.
این روش، شامل شیوه‌هایی چون تک‌محصولی کردن کشورهای جهان سوم، سرمایه‌گذاری‌های خارجی توسط کشورهای ثروتمند و غیره می‌شود.

در ایران، نخست روزنامه کیهان در شماره ۵ فروردین ۱۳۵۱ در مقاله‌ای با عنوان «استعمار نو و استعمار کهنه» نوشت:
پاناما حضور امریکا را در منطقه «کانال پاناما» استعمار نو خوانده و توانسته است از حمایت فراوان بین‌المللی برای تجدید نظری در قرارداد میان امریکا و پاناما برخوردار شود و امریکا هم در شورای امنیت این پیشنهاد را وتو کرده است.
ورود اندیشه‌های اجتماعی، اقتصادی و سیاسی جدید به مناطق مستعمره و گسترش جنبش‌های ضداستعماری (پاداستعماری) از عوامل مهم پایان گرفتن استعمار سنتی بودند.
استعمار کهن پس از بیرون آمدن نیروهای نظامی و عوامل شناخته شده خود از مستعمره‌ها، با به قدرت رساندن هواداران داخلی، منافع خود را در این مناطق تأمین می‌کند.
رشد اقتصاد «سرمایه‌داری» و صدور سرمایه برای بهره‌برداری از منابع سرزمین‌های دیگر، روابط اقتصادی کشورهای صنعتی استثمارگر را با کشورهای کوچک وارد مرحلهٔ تازه‌ای کرد؛ به این ترتیب که کشورهای صنعتی، از راه صدور سرمایه و مکانیسم جهانی قیمت‌ها و داد و ستد مواد خام با کالاهای ساخته شده و فشارهای سیاسی و اقتصادی، از کشورهای کم‌رشد بهره‌کشی می‌کنند و این رابطه عنوان «استعمار نو» (نئوکولونیالیسم) به خود گرفته‌است و بسیاری از ملت‌های کوچک و تازه آزاد شده را علیه این نوع رابطه سیاسی و اقتصادی برانگیخته است.
روش «نواستعماری» سبب می‌شود که کشورهای ضعیف با وجود استقلال سیاسی حقیقی یا ظاهری، همچنان در مراحل اولیهٔ رشد اقتصادی در جا بزنند یا حتی عقب بروند، و در مقابل، کشورهای پیشرفته از بهره‌برداری منابع آن‌ها و از راه دادوستد اقتصادی سودهای کلان به‌دست آورند.